# Piergiorgio Bertoldi

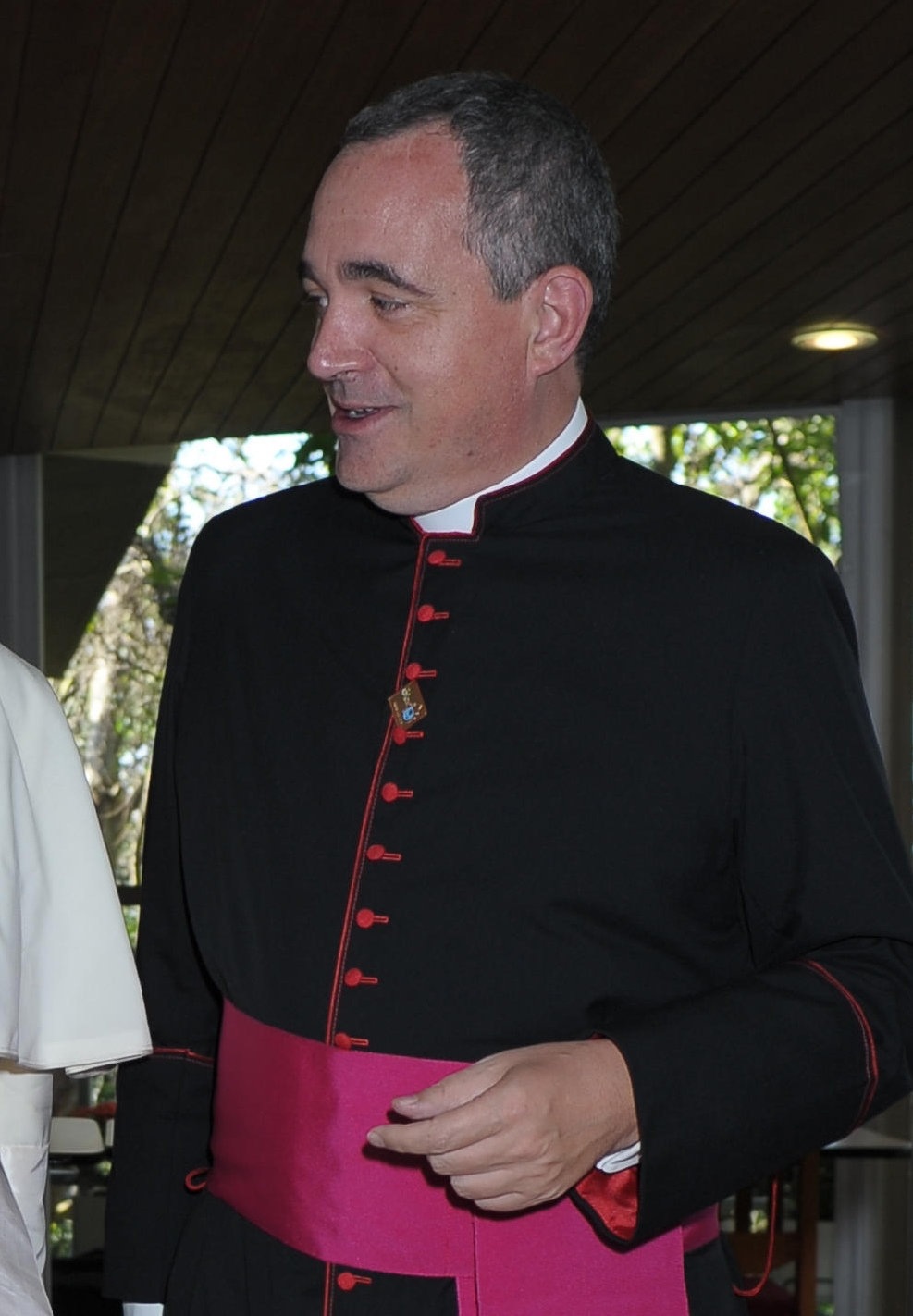
Piergiorgio Bertoldi

Wappen von Piergiorgio Bertoldi

Piergiorgio Bertoldi (* 26. Juli 1963 in Varese, Italien) ist ein römisch-katholischer Erzbischof und Diplomat des Heiligen Stuhls.

## Leben
Piergiorgio Bertoldi empfing am 11. Juni 1988 das Sakrament der Priesterweihe für das Erzbistum Mailand.
Am 24. April 2015 ernannte ihn Papst Franziskus zum Titularerzbischof von Hispellum und bestellte ihn zum Apostolischen Nuntius in Burkina Faso und im Niger. Kardinalstaatssekretär Pietro Parolin spendete ihm am 2. Juni desselben Jahres die Bischofsweihe. Mitkonsekratoren waren der Erzbischof von Mailand, Angelo Kardinal Scola, und Kurienkardinal Lorenzo Baldisseri.
Am 19. März 2019 ernannte ihn Papst Franziskus zum Apostolischen Nuntius in Mosambik. Am 18. Mai 2023 wurde er zum Apostolischen Nuntius in der Dominikanischen Republik und zum Apostolischen Delegaten für Puerto Rico ernannt.